# Ha’il
Ha’il (arab. حائل, Ḥāʾil) – miasto w północnej Arabii Saudyjskiej, w krainie Nadżd, na skraju pustyni Wielki Nefud, siedziba administracyjna prowincji Ha’il. W 2010 roku liczyło ok. 311 tys. mieszkańców. W mieście znajduje się port lotniczy Hail.